# 모토로라 모토 X (2014년)
모토로라 모토 X 2014 에디션(Motorola Moto X 2014) 또는 모토로라 모토 X 2세대(Motorola Moto X Second generation)은 모토로라 모빌리티에서 제조/판매하는 안드로이드 스마트폰이다.
2014년 9월 6일 독일 베를린에서 열린 베를린 국제가전박람회 2014(IFA 2014)에서 공개하여, 2014년 하반기 출시했다.

## 역사
- 2014년 9월 6일 : 베를린 국제가전박람회 2014(IFA 2014)에서 공개

## 외형 및 판매 방식
모토로라 모토 X과 비교하여 화면크기 및 일부성능만 변경되었으며 기능와 편의사항의 개선을 중점으로 하였다. 옆면이 플라스틱에서 메탈로 바뀌었고 전면에 듀얼스피커가 탑재되었으며, 뒷면또한 플라스틱 소재에서 가죽으로 교체하였다.

### 제조
모토 X 2014에디션은 기존 모토 X와 동일하게 홈페이지에서 사용자가 앞면 색상, 뒷면 재질, 뒷면 색상, 버튼 및 카메라링의 색상, 기본 바탕화면, 내부메모리 저장용량등의 옵션을 선택하여 주문해서 사용자에게 배송되는 방식이다.
이를 통해 모토 X는 자신의 조합방식에 따라 2000개 이상의 다른 디자인을 연출할 수 있다.

### 에지 투 에지 (edge to edge)
모토로라 레이저 M에 처음 탑재되었던 기술을 적용하였다. 엣지투엣지는 모토로라가 레이저 M모델부터 적용한 기술이며 베젤을 없애는 기술, 즉 베젤리스 스마트폰을 만드는 기술이다. 이를 통해 모토 X에는 베젤이 없다.

## 특수 기능

### 음성인식
모토 X는 특별히 음성인식기능을 실행할 필요 없이 평상시에도 사람의 말을 알아들어 목소리만으로 다양한 기능을 실행할 수 있는 음성 인식 기능을 지원한다.
음성인식기능 모토로라 공식 설명 동영상

### 퀵 캡처 (Quick Capture)
모토 X는 사진촬영시 스마트폰을 꺼내 애플리케이션실행하여 사진을찍는 방식대신 모토 X를 두 번 흔들면 잠금화면 해제 없이도 바로 카메라 기능이 실행된다. 이전 모토 X에서 촬영속도와 부가기능 개선이 이루어졌다.
퀵 캡처 2세대 모토로라 공식 설명 동영상

### 모토 커넥트 (Motorola Connect)
모토로라 모토 360, 모토로라 모토 힌트와 같은 웨어러블 모토로라 기기간 연결성을 간편하게 확장시켜준다.
모토 커넥트 모토로라 공식 설명 동영상

## 배터리
모토 X의 배터리 용량은 2300mAh 로 작은 편이지만, 배터리는 한번 충전하면 단일 배터리로 24시간 동안 쓸 수 있다.

## 운영 체제 / 소프트웨어

### 안드로이드 4.4 킷캣
안드로이드 OS 4.4.4 킷캣을 탑재하여 출시했다.

## 변종
모토 X는 2GGSM, 3G 혹은 4G 네트워크 지원을 위해 다양한 변종모델을 가진다.
| 모델 넘버 | FCC id    | 이동통신사 (Carriers)                                              | CDMA bands | GSM bands          | UMTS bands             | LTE bands              | 추가 정보 |
| --------- | --------- | ------------------------------------------------------------------ | ---------- | ------------------ | ---------------------- | ---------------------- | --------- |
| XT1253    | IHDT56PA2 | T-모바일 US                                                        | N/A        | 850/900/1800 /1900 | 850/900/1700/1900/2100 | 850/900/1700/1900/2100 |           |
| XT1255    | IHDT56PB3 | U.S. 셀룰러                                                        | N/A        | 850/900/1800/1900  | 850/900/1900/2100      | 850/900/1700/1900/2100 |           |
| XT1256    | IHDT56PB2 | 스프린트 넥스텔                                                    | N/A        | 850/900/1800/1900  | 850/1900/2100          | 850/900/1700/1900/2100 |           |
| XT1258    | IHDT56PA1 | AT&T 모빌리티, Rogers, Vivo, Claro (Puerto Rico), Movistar (Chile) | N/A        | 850/900/1900/2100  | 850/900/1900/2100      | 850/900/1700/1900/2100 |           |

## 경쟁 기종
- 삼성 갤럭시 S5
- 소니 엑스페리아 Z3
- LG G3

## 같이 보기
- 구글